# Dez de Dezembro
Dez de Dezembro é o sexto álbum de estúdio da cantora brasileira Cássia Eller, lançado em 10 de dezembro de 2002, de forma póstuma. Foi produzido por Nando Reis e mixado por Carlo Bartolini. O título se refere ao dia do aniversário da cantora, que completaria 40 anos em 2002. As faixas "No Recreio", "All Star" e "Eu Sou Neguinha?" foram lançadas como singles. O álbum vendeu mais de 50 mil cópias, e foi indicado ao Grammy Latino de Melhor Álbum de Rock em Língua Portuguesa.

## Histórico
Produzido a partir de registros do tipo voz e violão, o disco apresenta faixas em sua maioria inéditas, como "All Star" e "No Recreio", a última sendo uma sobra das gravações do álbum Com Você... Meu Mundo Ficaria Completo de 1999.

## Faixas
| N.º            | Título                | Compositor(es)               | Duração |  |
| 1.             | "Get Back"            | John Lennon / Paul McCartney | 2:53    |  |
| 2.             | "No Recreio"          | Nando Reis                   | 3:44    |  |
| 3.             | "All Star"            | Reis                         | 3:20    |  |
| 4.             | "Eu Sou Neguinha?"    | Caetano Veloso               | 4:26    |  |
| 5.             | "Nada Vai Mudar Isso" | Paulinho Moska               | 3:44    |  |
| 6.             | "Fiz O Que Pude"      | Reis                         | 3:27    |  |
| 7.             | "Julia"               | Lennon / McCartney           | 2:51    |  |
| 8.             | "Nenhum Roberto"      | Reis                         | 3:22    |  |
| 9.             | "Little Wing"         | Jimi Hendrix                 | 3:38    |  |
| 10.            | "Vila Do Sossego"     | Zé Ramalho                   | 3:35    |  |
| 11.            | "Só Se For a Dois"    | Cazuza / Rogerio Meanda      | 3:43    |  |
| Duração total: | Duração total:        | Duração total:               | 38:52   |  |

## Certificações
| País          | Certificação | Vendas |
| ------------- | ------------ | ------ |
| Brasil (ABPD) | —            | 50.000 |

## Prêmios e indicações
| Ano  | Premiação     | Categoria                                 | Resultado |
| ---- | ------------- | ----------------------------------------- | --------- |
| 2003 | Grammy Latino | Melhor Álbum de Rock em Língua Portuguesa | Indicado  |